# Вюнневіль-Фламатт
Вюнневіль-Фламатт (нім. Wünnewil-Flamatt) — громада  в Швейцарії в кантоні Фрібур, округ Зензе.

## Географія
Громада розташована на відстані близько 16 км на південний захід від Берна, 13 км на північний схід від Фрібура.
Вюнневіль-Фламатт має площу 13,3 км², з яких на 19,4% дозволяється будівництво (житлове та будівництво доріг), 63% використовуються в сільськогосподарських цілях, 16,9% зайнято лісами, 0,7% не є продуктивними (річки, льодовики або гори).

## Демографія
2019 року в громаді мешкало 5569 осіб (+4,6% порівняно з 2010 роком), іноземців було 20%. Густота населення становила 420 осіб/км².
За віковим діапазоном населення розподілялося таким чином: 20,8% — особи молодші 20 років, 62% — особи у віці 20—64 років, 17,1% — особи у віці 65 років та старші. Було 2338 помешкань (у середньому 2,4 особи в помешканні).
Із загальної кількості 2589 працюючих 113 було зайнятих в первинному секторі, 888 — в обробній промисловості, 1588 — в галузі послуг.